# Evangelische Landeskirche Frankfurt am Main
Die Evangelische Landeskirche Frankfurt am Main (bis 1922 Evangelische Kirche im Konsistorialbezirk Frankfurt am Main) war eine Landeskirche des Deutschen Reichs. Sie ging auf die Kirche der früheren Freien Stadt Frankfurt zurück, bestand aber als eigenständige Landeskirche nur von 1922 bis 1933.
Nach der nationalsozialistischen Machtergreifung 1933 vereinigte sie sich unter Druck mit der Evangelischen Landeskirche in Nassau und der Evangelischen Landeskirche in Hessen zur Evangelischen Landeskirche Nassau-Hessen. 1947 ging sie endgültig in der Evangelischen Kirche in Hessen und Nassau auf, wo die Stadt Frankfurt am Main heute Teil der Propstei Rhein-Main ist.

## Geschichte

### Von der Reformation bis 1806 – Die Kirche der Freien Reichsstadt Frankfurt
In Frankfurt wurde 1533 durch den Rat die lutherische Reformation eingeführt. Nach 1554 fanden reformierte Glaubensflüchtlinge Aufnahme in der Stadt, auf die eine deutsch-reformierte und eine französisch-reformierte Gemeinde in Frankfurt zurückgehen. Trotz Repressalien des lutherischen Rats und der lutherischen Geistlichkeit blieben beide Gemeinden erhalten. Erst 1787 wurde ihnen die Abhaltung eigener Gottesdienste in ihren Bethäusern erlaubt; mit der Abdankung des letzten Kaisers Franz II. des Heiligen römischen Reichs deutscher Nation 1806 und dem Ende der Freien Reichsstadt erhielten die reformierten und katholischen Konfessionen die volle Gleichstellung mit der lutherischen Kirche.
In den Jahren 1666 bis 1686 wirkte in Frankfurt der bedeutende lutherische Pietist Philipp Jakob Spener. Als Senior stand er den Pfarrern der Stadt vor. 1675 verfasste er in Frankfurt seine Reformschrift pia desideria, die zu einer der maßgeblichen Programmschriften des lutherischen Pietismus wurde. Nachdem es zur Bildung pietistisch-separatistischer Zirkel gekommen war (Saalhofpietisten), musste Spener 1686 die Stadt verlassen.

### 1815 bis 1866 – Die Kirche der Freien Stadt Frankfurt
1815 erhielt die Freie Stadt Frankfurt ihre Selbständigkeit zurück. Ihre Verfassung, die Konstitutionsergänzungsakte von 1816, unterstellte alle Kirchen dem städtischen Senat, der als Aufsichtsgremien 1817 ein lutherisches Konsistorium und 1820 auch ein reformiertes Konsistorium bildete. Die Besoldung der zwölf lutherischen Geistlichen sowie den Unterhalt der sechs evangelischen Kirchen und der kirchlichen Schulen regelte der 1830 erlassene Dotationsvertrag.
Der evangelisch-lutherischen Gemeinde gehörten anfangs etwa 28.000 Personen an. Sie erstreckte sich über das gesamte Stadtgebiet und besaß sechs Predigtstätten, an denen zwölf städtisch besoldete Geistliche wirkten. Nach der Gemeindeordnung war Mitglied der lutherischen Gemeinde, wer das Frankfurter Bürgerrecht besaß sowie getauft und konfirmiert war. Eine feste Zuordnung von Parochien, etwa nach dem Wohnsitz, gab es in Frankfurt nicht, sondern jede Familie hielt sich zu einer Kirche bzw. einem Prediger ihrer Wahl. Beliebte Pfarrer wie der bedeutende Prediger Anton Kirchner hatten einen guten Kirchenbesuch, eine hohe Zahl von Kasualien und reiche Einnahmen an Kollekten und Gebühren, während andere weit weniger in Anspruch genommen wurden. Insgesamt wurden nur zwei Drittel der Kinder getauft, die Hälfte der Ehen kirchlich geschlossen und etwa 40 % der Verstorbenen kirchlich bestattet.
Die etwa 2000 Mitglieder der beiden reformierten Gemeinden, der deutsch-reformierten und der französisch-reformierten, bildeten 1820 ein eigenes evangelisch-reformiertes Konsistorium. Die Gemeinden hatten nach der Konstitutionsergänzungsakte alle Kosten ihres Religions-Cultus vertragsgemäß ohne Concurrenz des Stadt-Ärarii aus eigenen Mitteln zu bestreiten und wurden daher auch nicht in die Dotation von 1830 einbezogen.
Seit 1817 bestand eine Abendmahlsgemeinschaft zwischen Lutheranern und Reformierten, doch kam es anders als in Preußen zu keiner Kirchenunion. Beide Konsistorien bestanden selbständig nebeneinander.
1848 fand in Frankfurt die Frankfurter Nationalversammlung statt. Die Kirche hatte dafür die Paulskirche zur Verfügung gestellt. Infolge der Paulskirchenversammlung wurde in Frankfurt die allgemeine Religionsfreiheit hergestellt; binnen kurzer Zeit gründeten sich eine katholisch-apostolische (1851), eine baptistische (1851), eine methodistische (1851) sowie eine altlutherische Gemeinde (1851).

### 1867 bis 1918 – Die preußische Landeskirche
Nach dem Preußisch-Österreichischen Krieg 1866 verlor Frankfurt seine staatliche Unabhängigkeit und wurde von Preußen annektiert. Die Stadt wurde dem Regierungsbezirk Wiesbaden in der Provinz Hessen-Nassau zugeschlagen. In längeren Verhandlungen konnte die Stadt jedoch ihre kirchliche Unabhängigkeit weitgehend bewahren, lediglich die an das Großherzogtum Hessen (Hessen-Darmstadt) abgetretenen beiden Frankfurter Landgemeinden Niedererlenbach und Dortelweil schieden auch aus der Frankfurter Kirche aus. Es blieb bei der alten Kirchenverfassung, das Landesherrliche Kirchenregiment ging jedoch auf den König von Preußen über und das preußische Staatskirchenrecht bekam auch für Frankfurt Gültigkeit. Ein preußisches Gesetz vom 13. März 1882 bestimmte, dass der König den Vorsitzenden des Konsistoriums zu bestimmen hatte.
An den sechs evangelisch-lutherischen Kirchen waren weiterhin, wie seit 1533, zwölf evangelisch-lutherische Pfarrer tätig. Die Deutsche evangelisch-reformierte und die Französische evangelisch-reformierte Gemeinde bestanden als Personalkirchengemeinden. Darüber hinaus gehörten auch die evangelisch-lutherischen Gemeinden der ehemaligen sechs „Frankfurter Dörfer“ Bonames, Bornheim, Hausen, Niederrad, Niederursel und Oberrad zum Konsistorialbezirk Frankfurt. Diese Gemeinden besaßen keine eigene Verwaltung und kein Steuerrecht. Die Schwerfälligkeit der Frankfurter Kirche zeigte sich vor allem auch daran, dass es lange Zeit nicht gelang, in den rasch wachsenden Stadtvierteln um die historische Innenstadt neue Gemeinden zu etablieren. Als erster Kirchenneubau im Westend entstand auf private Initiative des Frankfurter evangelisch-kirchlichen Hülfsvereins und der Stiftung zur kirchlichen Versorgung der Außenstadt die Christuskirche (1883), später auch die Immanuelkirche im Nordend (1903). Die Gemeinde besteht noch heute als eigenständige Personalkirchengemeinde Christus-Immanuel.
Am 27. September 1899 bekam Frankfurt mit der Kirchengemeinde- und Synodalordnung für die evangelischen Kirchengemeinden des Konsistorialbezirks Frankfurt am Main eine neue Kirchenverfassung. Aus der innerstädtischen Gesamtgemeinde mit sechs Kirchen wurden sechs evangelisch-lutherische Kirchengemeinden: Die Paulsgemeinde umfasste die südliche Altstadt, die Weißfrauengemeinde die westliche Altstadt, das Bahnhofsviertel und das Gutleutviertel, die Katharinengemeinde das Westend, die Petersgemeinde das Nordend, die Nikolaigemeinde das Ostend und die Dreikönigsgemeinde Sachsenhausen.
Ab 1. Dezember 1899 wurden die lutherischen und die beiden reformierten Gemeinden erstmals durch ein gemeinsames „Königliches Konsistorium“ verwaltet, ohne dass es zu einer Bekenntnisunion kam. Aus den beiden reformierten und den lutherischen Kirchengemeinden Frankfurts und seiner ehemaligen Dörfer wurde eine preußische Landeskirche mit gemeinsamer Verwaltung (Verwaltungsunion). Andere evangelische Gemeinden (Altlutheraner, Baptisten und Methodisten) gehörten der Landeskirche nicht an. Zum Konsistorialpräsidenten ernannte der König den Verwaltungsjuristen Walter Ernst, der bereits Präsident des nassauischen Konsistoriums in Wiesbaden war.
Innerhalb weniger Jahre entstanden nun schnell neue Gemeinden in den wachsenden Außenbezirken: 1901 die Luthergemeinde im Nordend, 1902 die Matthäusgemeinde im Westend, 1903 die Lukasgemeinde in Sachsenhausen und 1909 die Friedensgemeinde im Gallus. 1909 erhielt die auf 23.000 Mitglieder angewachsene Nikolaigemeinde eine neue Kirche, die neuromanische Nikolaikirche am Zoo. 1911 erhielt das Frankfurter Diakonissenhaus den Status einer Anstaltsgemeinde verliehen. Nach und nach errichteten die meisten Gemeinden ein eigenes Gemeindehaus, als erstes die Luthergemeinde.
Während die Gemeindeordnung eine Verbesserung der kirchlichen Versorgung der evangelisch-lutherischen Bevölkerung bewirkte, erhielt die kleine Landeskirche mit der gleichzeitig erlassenen Synodalordnung eine ungewöhnlich aufwendige Verwaltungsorganisation mit nicht weniger als fünf Synoden. Die komplizierte Konstruktion ergab sich, weil zum einen das Recht, die neu eingeführte Kirchensteuer zu erheben, bei allen Kirchengemeinden lag, zum anderen die bestehenden Rechte der lutherischen Stadtgemeinde gegenüber der Stadt Frankfurt, z. B. aus der Dotation, durch einen eigenen Gemeindeverband wahrgenommen werden mussten. Die aus der ehemaligen Stadtgemeinde entstandenen sechs neuen lutherischen Kirchengemeinden bildeten daher eine evangelisch-lutherische Stadtsynode, die beiden reformierten eine evangelisch-reformierte Stadtsynode. Die Stadtsynoden verwalteten das der bisherigen Gesamtgemeinde gehörende Vermögen, nahmen die Rechte gegenüber der Stadt wahr und führten die Aufsicht über die evangelischen Stiftungen und Schulen. Daneben bestanden eine Vereinigte lutherische und reformierte Stadtsynode und eine Lutherische Kreissynode, in der sich die ehemaligen Landgemeinden zusammenschlossen. Oberstes Organ der Landeskirche war die Bezirkssynode, zu deren Aufgaben die Erhaltung der kirchlichen Ordnung in Lehre, Kultus und Verfassung und die Mitwirkung bei der kirchlichen Gesetzgebung gehörten. Die Bezirkssynode bestand aus 60 Abgeordneten, davon 40 von der lutherischen Stadtsynode, 20 von der reformierten Stadtsynode und 10 von der Kreissynode entsandte. Der Bezirkssynode gehörten mindestens zwölf lutherische und zwei reformierte Pfarrer an.
Die Kirchensteuer wurde erstmals für das Rechnungsjahr 1906 erhoben. Der Hebesatz betrug bis 1920 einheitlich 15 % auf die staatlich veranlagte Einkommensteuer, deren Spitzensteuersatz allerdings nur bei 4 % auf alle Einkommen über 100.000 Mark jährlich lag.

### 1919 bis 1933 – Evangelische Landeskirche Frankfurt am Main
Die Novemberrevolution 1918 brachte mit dem Rücktritt aller regierenden Fürsten in Deutschland auch das Ende des Landesherrlichen Kirchenregiments. In Preußen wurde mit Adolph Hoffmann ein energischer Vertreter der Kirchenaustrittsbewegung neuer Kultusminister, der bereits am 16. November 1918 die Trennung von Staat und Kirche im Wege der Verordnung ohne Verzug erklärte. Am 29. November hob er per Erlass den Religionsunterricht als ordentliches Schulfach auf. Am 13. Dezember erließ die preußische Revolutionsregierung ein Gesetz betreffend die Erleichterung des Kirchenaustritts.
Als Reaktion auf die repressiven Maßnahmen gründeten Laien und Theologen am 12. Dezember 1918 die Evangelische Volksvereinigung zur „Wahrung und Weckung der evangelischen Interessen, soweit sie den evangelischen Gesamtinteressen dienen und solche auch in der Öffentlichkeit zur Geltung kommen müssen“, und zahlreiche evangelische Geistliche, darunter Karl Veidt und Johannes Kübel, wandten sich der Deutschnationalen Volkspartei zu, welche die Weimarer Republik ablehnte.
Nachdem die Weimarer Reichsverfassung von 1919 eine gemäßigte Form der Trennung von Staat und Kirche geregelt hatte, musste auch die Verfassung der Frankfurter Landeskirche auf eine neue Grundlage gestellt werden. Nach der neuen preußischen Verfassung vom 30. November 1920 wurden die bisher dem König zustehenden Rechte vorläufig von drei Landesministern evangelischer Konfession wahrgenommen, bis die Kirche diese Rechte auf ein neu zu schaffendes kirchenrechtliches Organ übertragen hatte.
Die Erarbeitung einer neuen Kirchenverfassung war Aufgabe der am 31. Mai 1921 berufenen Kirchenversammlung aus je 18 geistlichen und weltlichen Abgeordneten der Landeskirche, 18 Abgeordneten der Kirchengemeinden und 6 vom Konsistorium zu ernennenden Delegierten. Die am 13. Dezember 1922 von der Kirchenversammlung beschlossene Verfassung der Evangelischen Landeskirche Frankfurt am Main trat am 12. Januar 1923 in Kraft. Nach der neuen Verfassung ging die Kirchengewalt vom Kirchenvolk aus, das sich aus den Kirchengemeinden aufbaute. Zum Kirchenvolk gehörten nun auch die Frauen. Am 8. April 1924 erkannte der preußische Landtag die Kirchenverfassung per Gesetz an.
Innerhalb der Landeskirche bestand keine konfessionelle Union, sondern es gab weiterhin Gemeinden lutherischen und reformierten Bekenntnisses. Die gemeinsamen finanziellen Angelegenheiten übernahmen der evangelisch-lutherische Stadtsynodalverband und der evangelisch-reformierte Stadtsynodalverband.
Aufgrund der zahlreichen Eingemeindungen seit 1895 deckte das Gebiet der Landeskirche nurmehr einen Teil des Stadtgebietes ab. Am 14. Dezember 1928 kamen mit Übertragung des Kirchenkreises Bockenheim und der Gemeinde Fechenheim von der Evangelischen Kirche in Hessen-Kassel an die Evangelische Kirche in Frankfurt auch unierte Gemeinden zur Landeskirche. Nach dem Abtretungsvertrag hatte die Frankfurter Landeskirche dafür an die kurhessische Kirche einen Abstand von 300.000 Reichsmark zu zahlen.
Somit bestanden auf dem Gebiet der Landeskirche nun 30 Gemeinden, nämlich
- 19 lutherische Ortskirchengemeinden
- 8 unierte Ortskirchengemeinden
- 2 reformierte Personalkirchengemeinden sowie
- eine lutherische Anstaltsgemeinde (Diakonissen).

Wer keiner der Personalkirchengemeinden angehörte, wurde automatisch Mitglied der für sein Wohngebiet zuständigen Ortskirchengemeinde und wechselte somit bei einem Umzug innerhalb der Stadt möglicherweise auch das Bekenntnis.
1929 bildeten die lutherischen und unierten Gemeinden einen gemeinsamen Stadtsynodalverband. 1930 entstand eine weitere Personalkirchengemeinde für die Mitglieder des Evangelischen Vereins Nord-Ost für Evangelisation und Gemeinschaftspflege (Siehe: Nord-Ost-Kirche).
Bei der Frankfurter Konstruktion einer Verwaltungsunion bei weitgehenden Rechten der konfessionellen Einzelgemeinden konnte es keinen gemeinsamen geistlichen Leiter des Landeskirche geben. Die Repräsentation der Landeskirche nach außen nahm der Präsident der Landeskirchenversammlung, d. h. der Frankfurter Synode, wahr. Von 1925 bis 1932 hatte Richard Schulin diese Funktion inne. Große Außenwirkung erzielte auch sein Stellvertreter Johannes Kübel.

### 1933 bis 1945 – Gleichschaltung und Kirchenkampf
Am 12. September 1933 stimmte die Synode der Landeskirche Frankfurt der Vereinigung mit der Evangelischen Landeskirche in Nassau und der Evangelischen Landeskirche in Hessen zur Evangelischen Landeskirche Nassau-Hessen zu. Die vereinigte Kirche gab sich eine vom Führerprinzip geprägte Kirchenverfassung. Am 6. Februar 1934 berief Reichsbischof Müller mit Ernst Ludwig Dietrich einen Vertreter der Deutschen Christen zum ersten Landesbischof. Mit Kirchengesetz vom 10. Februar 1934 führte die Landeskirche den sogenannten Arierparagraphen ein, mit dem Menschen jüdischer Abstammung von allen Ämtern ausgeschlossen wurden. Gleichzeitig wurden fünf Propsteibezirke gebildet, darunter die Propstei Frankfurt mit dem ehemaligen Gebiet der Landeskirche. Erster Propst von Frankfurt wurde Alfred Trommershausen, ebenfalls ein Vertreter der Deutschen Christen.
Gegen den Landesbischof und die Deutschen Christen bildete sich eine innerkirchliche Opposition von Mitgliedern der Bekennenden Kirche, die sich zu einem Landesbruderrat zusammenschlossen. Führende Mitglieder der Bekennenden Kirche im darauf folgenden Kirchenkampf waren u. a. Karl Veidt, Pfarrer an der Frankfurter Paulskirche, und Wilhelm Fresenius, Pfarrer an der Katharinenkirche.

### 1945 bis 2000 – Propstei Frankfurt
Nach dem Zusammenbruch des „Dritten Reichs“ herrschte Unsicherheit darüber, ob die Fusion der drei Kirchen fortbestehe. Obwohl der Wille dazu bestand, bildeten die drei Landeskirchen zunächst drei getrennte vorläufige Kirchenleitungen. Rechtssicherheit stellte dann der Beschluss einer gemeinsamen Synode am 30. September 1947 in Friedberg her, welcher den Zusammenschluss kirchlich und rechtlich bestätigte. Damit trat die „Evangelische Kirche in Hessen und Nassau“ die Rechtsnachfolge der alten Frankfurter Landeskirche an.
Frankfurt bildete einen der sieben Propsteibezirke der Landeskirche. Der Propst für Frankfurt gehörte dem Leitenden Geistlichen Amt an, dem kollektiven Bischofsamt der Landeskirche. Erster Propst wurde von 1950 bis 1969 Karl Goebels, sein Nachfolger von 1970 bis 1988 Dieter Trautwein. Mit Helga Trösken übernahm 1988 erstmals eine Frau ein bischöfliches Amt in einer evangelischen Landeskirche Deutschlands.

### Seit 2000
Im Zuge einer Strukturreform der Evangelischen Kirche in Hessen und Nassau wurde 2000 die Propstei Frankfurt mit Nord-Starkenburg zur neuen Propstei Rhein-Main zusammengelegt. Bis 2006 war Helga Trösken Pröpstin für Rhein-Main, 2006 bis 2017 Gabriele Scherle. Mit ihrem Eintritt in den Ruhestand wurden die bisher sechs Propsteien der EKHN zum 1. Oktober 2017 auf fünf reduziert und neu gegliedert. In diesem Zusammenhang wurde der Sitz der Propstei Rhein-Main nach Wiesbaden verlegt. Propst für Rhein-Main ist Oliver Albrecht, vorher seit 2014 Propst der aufgelösten Propstei Süd-Nassau.
Aus den ehemals sieben Frankfurter Dekanaten wurden 2000 vier gebildet, die sich 2014 zu einem Evangelischen Stadtdekanat Frankfurt am Main zusammenschlossen.

## Kirchenleitungen
Präsident des „Königlichen Konsistoriums“ war von 1899 bis 1918 Walter Friedemann Ernst. Von 1925 bis 1932 amtierte Richard Schulin als Präsident der Landeskirchenversammlung.